# Daniel Cesário de Andrade
Daniel Cesário de Andrade (São Vicente, Madeira, 25 janeiro de 1891 - Campinas, 15 de abril de 1949) foi um emigrante madeirense.
Partiu para o Brasil cerca de 1910, onde fundou o município de Artur Nogueira. Foi diretor do Hospital de Campinas e fundador da Corporação Musical 24 de Junho. Foi ainda presidente da Real Sociedade Portuguesa de Benemerência.
Casou-se com Isabel de Sá, nascida em 28 de agosto de 1893 e falecida em 6 de outubro de 1973, filha de José de Sá (1870-1952) e Joanna N. de Sá (1873-1960).
Deste matrimônio nasceu: Madalena, casada com Genésio Raposo e Lúcia. Tinha como irmãos: Valério Diego de Andrade e João da Cruz Andrade.
Está sepultado no Cemitério da Saudade, em Campinas.